# Гауэлеу, Йоп
Йоб Йоханнес "Йоп" Гауэлеу (нидерл. Job Johannes "Joop" Gouweleeuw, 5 сентября 1940, Делфт, Нидерланды — 29 января 2017, там же) — нидерландский дзюдоист, чемпион мира по дзюдо в в Люксембурге (1966).

## Спортивная карьера
Двукратный чемпион Нидерландов (1961 и 1966), серебряный призер (1964 и 1965).
Участник летних Олимпийских игр в Токио (1964). На чемпионате Европы в Мадриде стал серебряным призером, а через год в Люксембурге (1966) завоевал золотую медаль в категории до 93 кг.
С 1965 по 2010 г. владел вместе с женой собственным тренажёрным залом «Budo Gouweleeuw» для дзюдо и джиу-джитсу. Имел 8-й дан по дзюдо (2009) и 4-й дан по джиу-джитсу.